# The Deadly Assassin
The Deadly Assassin (L'assassin mortel) est le quatre-vingt-huitième épisode de la première série de la série télévisée britannique de science-fiction Doctor Who. L'épisode fut originellement diffusé en quatre parties, du 30 octobre au 20 novembre 1976 et marque la série par le retour du Docteur sur la planète Gallifrey et le retour du Maître.

## Accroche
Le Docteur est en proie à une vision dans laquelle il assassine le président des seigneurs du temps et retourne sur Gallifrey. Il se retrouve face à une machination qui implique son vieil ennemi, Le Maître et doit prouver son innocence.

## Distribution
- Tom Baker — Le Docteur
- Peter Pratt — Le Maître
- Angus MacKay — Le cardinal Borusa
- Bernard Horsfall — Le chancelier Goth
- Erik Chitty — Le coordinateur Engin
- George Pravda — Le castellan Spandrell
- Derek Seaton — Le commandant Hilred
- Maurice Quick — Gold Usher
- Hugh Walters — Runcible
- Llewellyn Rees — Le Président
- John Dawson, Michael Bilton — Des Seigneurs du Temps
- Peter Mayock — Solis
- Helen Blatch — Voix

## Résumé
En arrivant sur Gallifrey, le Docteur est en proie à une hallucination, il se voit tuer le président de la planète lors d'une cérémonie officielle. Hélas, la matérialisation de son TARDIS sur la planète est vue comme une intrusion, étant donné qu'il est toujours qualifié de "criminel avec des circonstances atténuantes." Le Docteur fuit les forces de sécurité non sans avoir laissé un message expliquant que la vie du président était en danger. Lors de son évasion, une personne tire sur un des gardes et ce crime lui sera imputé. Le Docteur parvient à avoir des informations sur une cérémonie de passation de pouvoir dans lequel le président sera présent. Il réussit à subtiliser un costume pour y assister mais s'aperçoit trop tard que le tueur est déjà sur place. En tentant d'arracher l'arme, il tire et passe pour être le tueur.
Accusé d'être le meurtrier du président par le chancelier Goth, le Docteur décide de se présenter à la présidence afin de profiter d'un article de loi garantissant l'immunité aux candidats. Il a alors 48 heures pour enquêter. Avec l'aide du Castellan Spandrell, le Docteur réussit à déterminer que l'arme a été trafiquée et trouve un homme assassiné par les mêmes méthodes que celles utilisées par le Maître. Dans l'ombre, celui-ci manipule ce plan afin de se débarrasser des seigneurs du temps et son visage, défiguré, n'est plus qu'à l'état de squelette aux yeux exorbités. Hélas, il n'existe plus aucun enregistrement faisant état du Maître dans les données de Gallifrey et le Docteur se branche télépathiquement à la machine afin de retrouver pourquoi elle a été sabotée.
Une fois connectée à elle, il se retrouve dans un monde fantasmagorique et se fait attaquer par des ninjas et des mystérieux hommes portant des masques à gaz. Il s'aperçoit que ce monde est irréel et qu'il s'agit juste d'une matrice. Il se retrouve dans une jungle, traqué par un chasseur. Ils se traquent dans la jungle, mais le Docteur réussira à le démasquer en la personne du chancelier Goth. Celui-ci semble avoir conclu un pacte avec le Maître, mais celui-ci le tue après qu'il a été vaincu par le Docteur. Arrivant dans la salle où le Docteur et Goth sont entrés dans la matrice, ils découvrent le cadavre du Maître et Goth, mourant, confessant ses crimes.
Le Cardinal Borusa décide de changer l'histoire et d'expliquer publiquement que Goth est mort en cherchant à tuer le Maître. Il décharge le Docteur de ses accusations à condition qu'il quitte la planète. En discutant avec le coordinateur Engin, le Docteur se demande pourquoi le Maître cherchait-il à devenir président, une charge plus symbolique qu'autre chose. Il apprend qu'en acceptant le pouvoir, le président se voit accorder l'écharpe de Rassillon, le fondateur de leur ordre et une clé capable de ranimer l'œil d'harmonie, un puissant trou noir. Ils s'aperçoivent trop tard que le Maître a simulé sa mort et volé ces objets afin de recevoir un nouveau cycle de régénération. La puissance engendrée commence à détruire Gallifrey, mais le Docteur parvient à temps pour plonger le Maître dans un trou.
Gallifrey sauvé, le Docteur repart dans son TARDIS, mais peu de temps après son départ, le Maître décide de le suivre à bord d'un TARDIS camouflé dans une pendule.

### Continuité
- L'épisode résout le suspens de la fin de l'épisode précédent.
- C'est le premier épisode à montrer le fonctionnement de la société des seigneurs du temps : ils ont un président, différentes maisons (le Docteur fait partie des Prydoniens). C'est la première fois que l'on voit leur fameux costume composé de robes et d'une large collerette. On y fait mention pour la première fois de Rassilon le fondateur de la race des seigneurs du temps, de l'œil d'Harmonie, du Panopticon et de l'énergie Artron.
- Le système de Matrice utilisé par les seigneurs du temps reviendra dans d'autres épisodes.
- Spandrell rappelle l'exil du Docteur à la fin de « The War Games » (1969) et la levée de sa punition dans « The Three Doctors » (1972) qui semble avoir été le fait d'une agence extérieure à la présidence, la "Celestial Intervention Agency" (clin d'œil à la CIA).
- C'est le retour du personnage du Maître depuis « Frontier in Space » en 1973.
- C'est la première apparition du personnage de Borusa.
- La Terre est connue des seigneurs du temps et appelé "Sol 3 dans la spirale de Mutter". Engin semble dire que d'autres seigneurs du temps y sont allés, sans doute en référence au personnage du Moine (« The Time Meddler » 1965).
- Il est encore répété que le TARDIS du Docteur est un vieux modèle.
- La fin de l'épisode voit clairement le Maître poursuivre le Docteur. Néanmoins, il ne revient qu'en 1981 dans l'épisode The Keeper of Traken, toujours dans le même état et semble avoir continué sa quête d'une nouvelle vie pendant tout ce temps.
- C'est le premier épisode à expliquer que le nombre de régénérations était limité à 12. Cette évocation fut longtemps débattue par les fans avant d'être réutilisée à la fin de « L'Heure du Docteur » en 2013.